# Ronde van Spanje 1998
| Eindklassement      |                             |             |
| Algemeen klassement | Abraham Olano               | 93h 44' 08" |
| Tweede              | Fernando Escartín           | + 1' 23"    |
| Derde               | José María Jiménez          | + 2' 12"    |
| Vierde              | Lance Armstrong             | + 2' 18"    |
| Vijfde              | Laurent Jalabert            | + 2' 37"    |
| Zesde               | Roberto Heras               | + 2' 58"    |
| Zevende             | Álvaro González de Galdeano | + 5' 51"    |
| Achtste             | Alex Zülle                  | + 6' 05"    |
| Negende             | Marco Serpellini            | + 8' 58"    |
| Tiende              | Marcos Serrano              | + 10' 17"   |
| Puntenklassement    | Fabrizio Guidi              | 206 punten  |
| Tweede              | Laurent Jalabert            | 158 punten  |
| Derde               | José María Jiménez          | 127 punten  |
| Bergklassement      | José María Jiménez          | 184 punten  |
| Tweede              | Laurent Jalabert            | 93 punten   |
| Derde               | Fernando Escartín           | 92 punten   |

De 53e editie van de Ronde van Spanje werd verreden in 1998 en begon op 5 september en duurde tot 27 september.
De Spanjaard Abraham Olano werd de eindwinnaar van deze editie. Fabrizio Guidi won het puntenklassement en José María Jiménez werd de winnaar van het bergklassement.
- Aantal ritten: 22
- Totale afstand: 3774,0 km
- Gemiddelde snelheid: 40,262 km/h

Olano rekent eindelijk af met zijn "net-niet" imago, kopte het dagblad Trouw op 28 september 1998 "Tot gisteren kleefde aan de 28-jarige Bask het imago van bovenmatig getalenteerd wielrenner, maar te wisselvallig om een grote ronde te winnen. Met zijn zege in de Ronde van Spanje treedt Olano echter alsnog toe tot het selecte groepje kampioenen in het wielergilde", aldus de krant.
Olano greep de leiderstrui na zijn zege in de individuele tijdrit over 39,5 kilometer op 13 september in Alcúdia. De wereldkampioen van 1995 versloeg zijn landgenoot Melchor Mauri met ruim één minuut verschil. José María Jiménez verspeelde zijn leiderstrui, hij verloor in de tijdrit op Mallorca ruim vier minuten.

## Belgische en Nederlandse prestaties

### Belgische etappezeges
- Er waren geen Belgische etappezeges in deze Ronde van Spanje

### Nederlandse etappezeges
- Jeroen Blijlevens won de 2e etappe in Cádiz en de 5e etappe in Murcia.

## Etappes
| Etappe  | Datum        | Steden                      | km    | Winnaar            | Leider algemeen klassement |
| 1       | 5 september  | Córdoba                     | 161,7 | Markus Zberg       | Markus Zberg               |
| 2       | 6 september  | Córdoba-Cádiz               | 234,6 | Jeroen Blijlevens  | Markus Zberg               |
| 3       | 7 september  | Cádiz-Estepona              | 192,6 | Jaan Kirsipuu      | Laurent Jalabert           |
| 4       | 8 september  | Málaga-Granada              | 173,5 | Fabrizio Guidi     | Fabrizio Guidi             |
| 5       | 9 september  | Olula del Río-Murcia        | 165,5 | Jeroen Blijlevens  | Fabrizio Guidi             |
| 6       | 10 september | Murcia-Xorret de Catí       | 201,5 | José María Jiménez | José María Jiménez         |
| 7       | 11 september | Alicante-Valencia           | 185   | Giovanni Lombardi  | José María Jiménez         |
| 8       | 12 september | Palma de Mallorca           | 181,5 | Fabrizio Guidi     | José María Jiménez         |
| 9       | 13 september | Alcúdia                     | 39,5  | Abraham Olano      | Abraham Olano              |
| rustdag |              |                             |       |                    |                            |
| 10      | 15 september | Vic-Andorra                 | 199,3 | José María Jiménez | Abraham Olano              |
| 11      | 16 september | Andorra-Cerler              | 186   | José María Jiménez | Abraham Olano              |
| 12      | 17 september | Benasque-Jaca               | 187   | Gianni Bugno       | Abraham Olano              |
| 13      | 18 september | Sabiñánigo                  | 208,5 | Andrej Zintsjenko  | Abraham Olano              |
| 14      | 19 september | Biescas-Zaragoza            | 155,5 | Marcel Wüst        | Abraham Olano              |
| 15      | 20 september | Zaragoza-Soria              | 178,7 | Andrej Zintsjenko  | Abraham Olano              |
| 16      | 21 september | Soria-Laguna Negra de Neila | 143,7 | José María Jiménez | Abraham Olano              |
| 17      | 22 september | Burgos-León                 | 188,5 | Marcel Wüst        | Abraham Olano              |
| 18      | 23 september | León-Salamanca              | 223   | Fabrizio Guidi     | Abraham Olano              |
| 19      | 24 september | Ávila-Segovia               | 170,4 | Roberto Heras      | Abraham Olano              |
| 20      | 25 september | Segovia-Navacerrada         | 206   | Andrej Zintsjenko  | José María Jiménez         |
| 21      | 26 september | Fuenlabrada                 | 39    | Alex Zülle         | Abraham Olano              |
| 22      | 27 september | Madrid                      | 163   | Markus Zberg       | Abraham Olano              |

 winnaars · rode trui · 
 puntenklassement · 
 bergklassement · 
 combinatieklassement · 
 jongerenklassement · 
 ploegenklassement · 
 strijdlust

 Belgische leiderstruidragers · etappewinnaars

 Nederlandse leiderstruidragers · etappewinnaars
1935 · 1936 · 1937 · 1938 · 1939 · 1940 · 1941 · 1942 · 1943 · 1944 · 1945 · 1946 · 1947 · 1948 · 1949 · 1950 · 1951 · 1952 · 1953 · 1954 · 1955 · 1956 · 1957 · 1958 · 1959 · 1960 · 1961 · 1962 · 1963 · 1964 · 1965 · 1966 · 1967 · 1968 · 1969 · 1970 · 1971 · 1972 · 1973 · 1974 · 1975 · 1976 · 1977 · 1978 · 1979 · 1980 · 1981 · 1982 · 1983 · 1984 · 1985 · 1986 · 1987 · 1988 · 1989 · 1990 · 1991 · 1992 · 1993 · 1994 · 1995 · 1996 · 1997 · 1998 · 1999 · 2000 · 2001 · 2002 · 2003 · 2004 · 2005 · 2006 · 2007 · 2008 · 2009 · 2010 · 2011 · 2012 · 2013 · 2014 · 2015 · 2016 · 2017 · 2018 · 2019 · 2020 · 2021 · 2022 · 2023 · 2024 · 2025